# アエロフロートの航空事故およびインシデント
アエロフロートの航空事故およびインシデント（アエロフロートのこうくうじこおよびインシデント）では、ロシアの航空会社であるアエロフロート・ロシア航空（以下、「アエロフロート」とする）およびその前身会社が関係する航空事故および重大なインシデントを一覧にしたものである。アエロフロートは1946年から89年までに721件、1995年から2017年までに10件の航空事故および重大インシデントに関与し、8231人の死者が出ているが、このリストではそのうち一部を掲載している。
設立された1923年から1991年までのソ連時代の国内航空はすべてアエロフロートが統括していたため、アエロフロートの事故記録とはすなわちソ連国籍の航空会社が起こした航空事故の総覧でもあるといえる。。

## 1940年代
- 1949年8月25日、クラスノヤルスクからチタへ飛行中のアエロフロートのIl-12P（機体記号: CCCP-L1844）が、バイカル湖近くにあるカバンスク付近に墜落[3]。東トルキスタン共和国主席のアフメトジャン・カスィミほか乗員乗客全員が死亡した。

## 1950年代

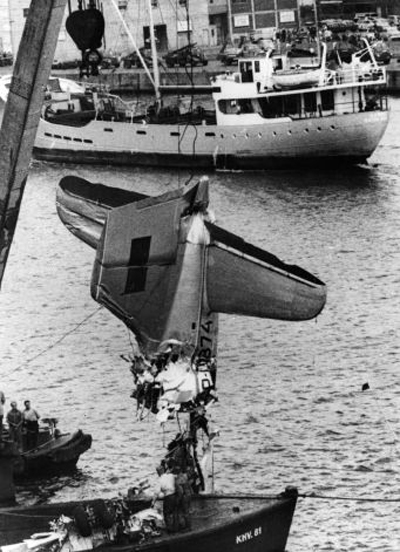
回収された尾翼の残骸

- 1957年8月15日、ラトビアのリガからデンマークのコペンハーゲンへ向かっていたアエロフロートのIl-14P（機体記号: CCCP-L1874）が、コペンハーゲンにある発電所の煙突に衝突し墜落[4]。乗員乗客23人全員が死亡した[4]。
- 1958年8月15日、ハバロフスクからイルクーツクへ向かっていたアエロフロート04便Tu-104A（機体記号: CCCP-Л5442）が、乱気流に巻き込まれチタ付近に墜落[5]。乗員乗客64人全員が死亡した[5]。
- 1958年10月17日、Tu-104Aで運航されたアエロフロートの北京発オムスク経由モスクワ行きの便（機体記号: CCCP-42362）が、乱気流に巻き込まれカナシュ（英語版）近郊に墜落し、乗員乗客80人全員が死亡した[6]。事故機の最後の通信から8月の事故と同様に人工水平儀と水平安定板に構造設計上の欠陥があることが判明し、安全対策がとられた。
- 1959年11月16日、アエロフロートのAn-10（機体記号: CCCP-11167）がウクライナのリヴォフへの着陸進入中に墜落[7]。乗員乗客40人全員が死亡した[7]。
- 1959年12月13日、アフガニスタンのカーブルからウズベキスタンのタシケントに向かっていたアエロフロート120便のIl-14P（機体記号: CCCP-91577）が、ウズベキスタン・スルハンダリヤ州のバイスン付近の山岳地帯に墜落[8]。乗員乗客30人全員が死亡した[8]。

## 1960年代
- 1961年12月17日、モスクワからソチに向かっていたアエロフロート245便Il-18B（機体記号: CCCP-75654）が、高度8000メートルを巡航中、航空機関士が誤ってフラップを40度に切り替えてしまった[9]。このため機体は制御不能となりロストフ州北部に墜落、乗員乗客59人全員が死亡した[9]。
- 1962年6月30日、ハバロフスク発モスクワ行きのアエロフロート902便Tu-104A（機体記号: CCCP-42370）が、経由地のオムスクへ向かう途中のクラスノヤルスク付近で巡航中に墜落し、乗員乗客84人全員が死亡した[10]。事故原因はソ連軍が防空演習で発射した地対空ミサイルが命中したことによる空中爆発であった[10]。
- 1962年7月28日、クリミア半島のシンフェロポリからソチに向かっていたアエロフロート415便An-10A（機体記号: CCCP-11186）が、空港への着陸進入中に標高600メートルの山腹に墜落[11]。この事故で乗員乗客81人全員が死亡した[11]。事故機は管制から1500メートルまでの降下承認しか受けていなかったにもかかわらず、600メートルまで降下し激突していた[11]。
- 1962年9月2日、ハバロフスク発ペトロパブロフスク・カムチャツキー行きのアエロフロート03便Tu-104A（機体記号: CCCP-42366）が、離陸上昇中に制御不能となって墜落し、乗員乗客86人全員が死亡した[12]。事故原因は解明できなかったが、自動操縦を作動させたことが一因と考えられた[12]。
- 1963年4月4日、モスクワ発クラスノヤルスク行きのアエロフロート25便Il-18（機体記号: CCCP-75866）が、高度8000メートルへ上昇直後に第4プロペラのピッチコントロール機構が故障したため、機体を制御できなくなり急降下した[13]。急降下後いったんは機体を制御できるようになったものの、今度は昇降舵が壊れたため再度制御不能となり墜落した[13]。乗っていた67人全員が死亡した[13]。
- 1963年7月13日、北京発モスクワ行きのアエロフロート012便Tu-104B（機体記号: CCCP-42492）が、経由地であるイルクーツク空港への最終進入中に墜落した[14]。乗員乗客35人中33人が死亡した[14]。
- 1963年8月21日、タリン発 モスクワ行きのアエロフロート366便Tu-124(機体記号:CCCP-45021)が、離陸直後に機長が前脚が完全に引っ込んでないことに気付き戻そうとしたため、燃料切れになり、ネヴァ川に不時着水した。乗客乗員52人全員生存[15]。
- 1964年9月2日、モスクワ発ユジノサハリンスク行きのアエロフロート721便Il-18B（機体記号: CCCP-75531）が、ユジノサハリンスクへの着陸進入中にパイロットが早く降下しすぎたため、空港手前の山に墜落[16]。乗員乗客93人中87人が死亡した[16]。
- 1965年3月20日、チュメニ発ハンティ・マンシースク行きのアエロフロートのAn-24（機体記号: CCCP-46764）がハンティ・マンシースク空港への着陸の際、滑走路手前に墜落[17]。乗員乗客47人中43人が死亡した[17]。
- 1965年11月11日、レニングラードからのアエロフロート99便Tu-124V（機体記号: CCCP-45086）が、ムルマンスクへ着陸進入中に氷結した湖へ墜落し、乗員乗客64人中32人が死亡した[18]。事故機は同年に製造されたばかりの新造機であった[18]。
- 1967年11月16日、スヴェルドロフスク発タシケント行きのアエロフロート2230便Il-18V（機体記号: CCCP-75538）が、スヴェルドロフスクの空港を離陸直後に墜落[19]。乗員乗客107人全員が死亡した[19]。事故原因は地上が認識できない気象状況で計器が故障したにもかかわらず、予備の計器を使用せずにそのまま盲信したために姿勢制御を失い墜落したとされている。
- 1968年2月29日、モスクワからクラスノヤルスクを経由してペドロパブロフスク・カムチャッキーに向かっていたアエロフロート航空15便Il-18D（機体記号: CCCP-74252）が、ブラーツク近郊上空8000メートルを巡航中に突然急降下し、高度650メートルで機体が空中分解した[20]。1人が奇跡的に生還したものの、乗員乗客84人中83人が死亡した[20]。燃料漏れによる火災が墜落の原因と考えられている[20]。
- 1969年6月23日、モスクワ発チェルニーヒウ行きのアエロフロート931便Il-14M（機体記号: CCCP-52018）と、パラシュート部隊を移送中のソ連空軍の輸送機An-12BPが、カルーガ州ユーフノフ地区（英語版）上空で空中衝突[21][22]。両機に乗っていた乗員乗客120人全員が死亡した[21][22]。

## 1970年代

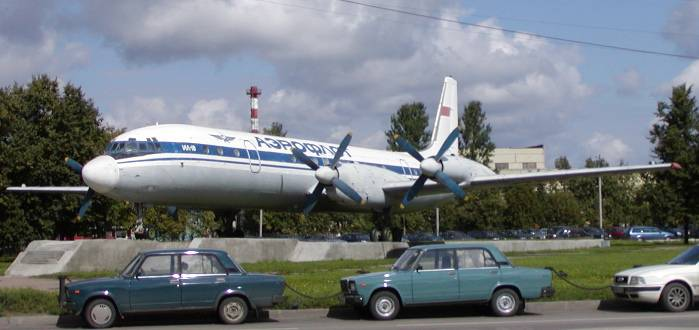
イリューシンIl-18

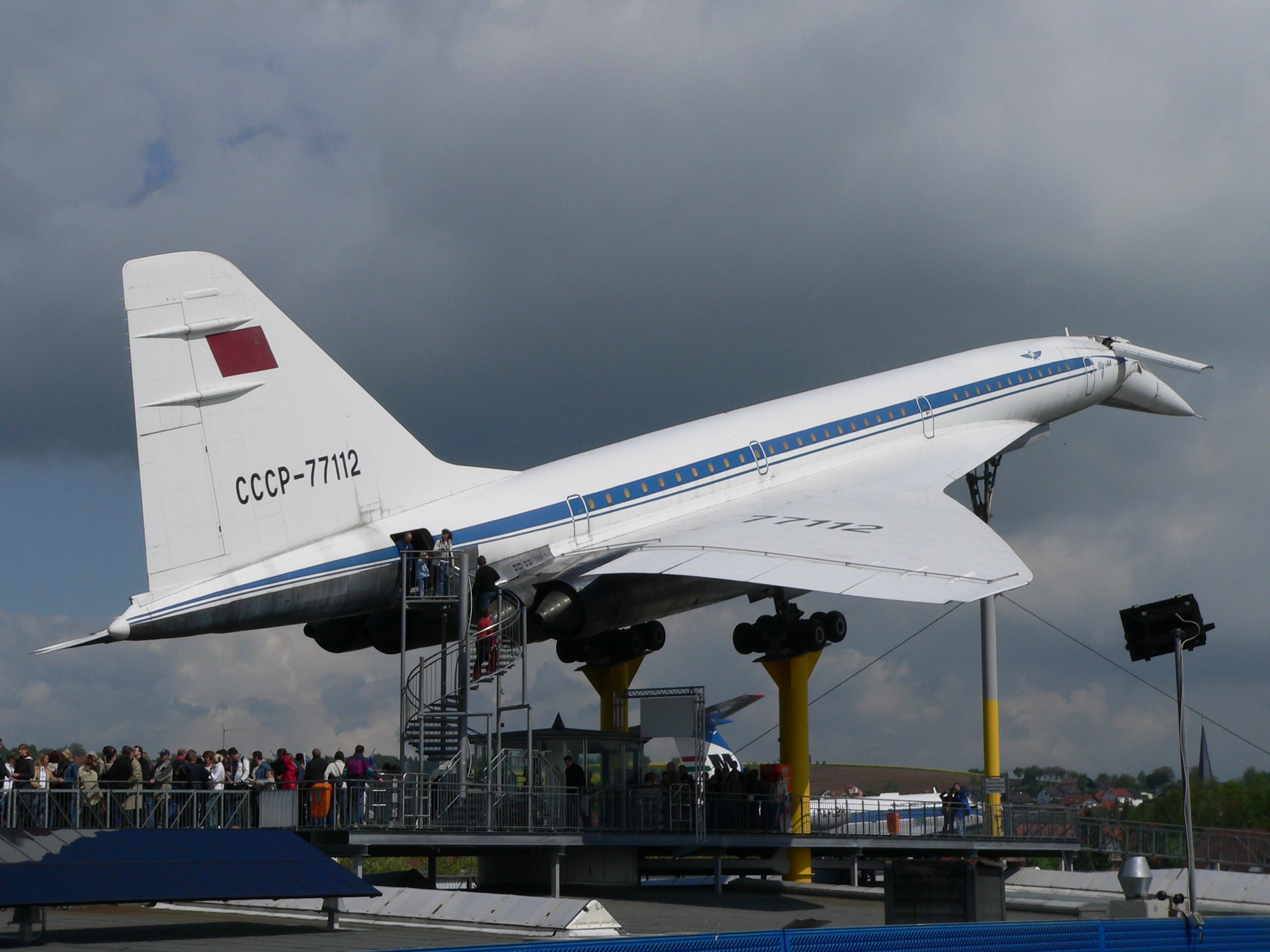
ツポレフTu-144

- 1970年2月6日、タシケント発サマルカンド行きのアエロフロートU-45便Il-18V（機体記号: CCCP-75798）が、サマルカンドへの着陸進入中に山岳地帯へ墜落[23]、生存者がいたが救助隊が向かうまで3日もかかり凍死した。乗員乗客106人中92人が死亡した[23]。
- 1970年9月2日、ロストフ・ナ・ドヌからビリニュスへ向かっていたアエロフロート3630便Tu-124（機体記号: CCCP-45012）が巡航中にコントロールを喪失し、ドネプロペトロフスク近郊に墜落[24]。乗員乗客37人全員が死亡した[24]。
- 1970年12月31日、レニングラードからエレバンに向かっていたアエロフロート3012便Il-18V（機体記号: CCCP-75773）が、離陸時にフラップを出し忘れていたため、ショセイナヤ空港から約2キロメートル離れた雪原に墜落した[25]。乗員乗客86人中6人が死亡した[25]。
- 1971年3月31日、サマーラ発ヴォロシロフグラード行きのアエロフロート1969便An-10が着陸降下中に墜落し、乗員乗客65人全員が死亡した[26]。An-10の右側外翼部に構造上の問題があったためとされた[26]。
- 1971年7月25日、ノヴォシビルスク発イルクーツク行きで運航されていたアエロフロート1912便Tu-104B（機体記号: CCCP-42405）が、イルクーツク空港への最終進入時に滑走路手前へ墜落し炎上[27]。乗員乗客126人中97人が死亡した[27]。
- 1971年10月10日、モスクワからシンフェローポリに向かっていたアエロフロート773便Tu-104B（機体記号: CCCP-42490）が、離陸直後に爆弾により爆破されて墜落。乗員乗客25人全員が死亡した[28]。
- 1971年12月1日、スヴェルドロフスク発ウファ経由サラトフ行きのアエロフロート2174便An-24B（機体記号: CCCP-46788）が、サラトフへの降下のため雲中を飛行した際、機体に氷が付着したために制御できなくなり墜落[29]。乗員乗客57人全員が死亡した[29]。
- 1972年5月18日、モスクワからハリコフに向かっていたアエロフロート1491便An-10A（機体記号: CCCP-11215）が、高度1500メートルの上空で構造欠陥から主翼が脱落し墜落、乗員乗客122人全員が死亡した[30]。事故後、アエロフロートはAn-10の運航を停止し[30]、An-10はそのまま引退となった。
- 1972年8月31日、アルマ・アタ発モスクワ行きのアエロフロート558便Il-18V（機体記号: CCCP-74298）で巡航中に火災が発生し、緊急降下したものの乗員も意識を失い墜落[31]。乗員乗客101人全員が死亡した[31]。
- 1972年10月1日、アエロフロート1036便Il-18V（機体記号: CCCP-75507）が、アドレル空港を離陸直後に黒海へ墜落、乗員乗客109人全員が死亡した[32]。
- 1972年10月13日、アエロフロート217便Il-62（機体記号: CCCP-86671）がモスクワ・シェレメーチエヴォ国際空港への着陸に失敗、乗員乗客174人全員が死亡した[33]。墜落の原因は解明できなかったが、落雷もしくは機器故障の可能性が示唆された[33]。
- 1973年2月19日、モスクワからチェコスロバキアのプラハに向かっていたアエロフロート141便Tu-154（機体記号: CCCP-85023）が、ルズィニエ国際空港への着陸進入中、滑走路手前に前脚部から墜落して炎上[34]。乗員乗客100人のうち66人が死亡した[34]。
- 1973年5月18日、アエロフロートのTu-104B（機体記号: CCCP-42411）がハイジャックされ、中国へ向かうよう要求された[35]。保安要員と犯人の銃撃戦が行われた際、犯人が持っていた爆弾が炸裂しバイカル湖の東側に墜落、乗員乗客82人全員が死亡した[35]。
- 1973年6月3日、アエロフロート所属の超音速輸送機であるTu-144S（機体記号: CCCP-77102）が、パリ航空ショーのデモフライト中に失速し[注 1]、パリ郊外のグッサンヴィルに墜落した[36]。乗員6人全員と地上の8人が死亡した[36]。
- 1973年9月30日、スヴェルドロフスクを出発したアエロフロート3932便Tu-104B（機体記号: CCCP-42506）が離陸上昇中、バンク角が80度近くにもなって墜落、乗員乗客108人全員が死亡した[37]。姿勢指示器の故障によりパイロットが空間識失調に陥ったためと見られている[37]。
- 1973年10月13日、クタイシからモスクワに向かったアエロフロート964便Tu-104B（機体記号: CCCP-42486）が、目的地であるドモジェドヴォ空港への着陸進入中に電気系統に異常が発生[38]。姿勢の把握が困難となる中で旋回を行ったところ、きりもみ状態となり墜落[38]。乗員乗客122人全員が死亡した[38]。
- 1974年4月27日、レニングラードのプルコヴォ空港を離陸直後のアエロフロートIl-18V（機体記号: CCCP-75559）でエンジン故障が発生し、当該機は同空港へ引き返そうとしたものの、最終進入中に両翼のフラップが非対称となり、ひっくり返しとなって墜落した[39]。乗っていた109人は全員が死亡した[39]。
- 1976年1月3日、アエロフロート2003便Tu-124V（機体記号: CCCP-45037）がモスクワ・ヴヌーコヴォ国際空港を離陸直後、2つある人工水平儀がともに故障し操縦士は空間識失調となった[40]。機体は左へ95度になるまで傾いて墜落、乗員乗客61人全員と地上にいた1人が死亡した[40]。
- 1976年3月6日、モスクワ発エレバン行きのアエロフロート909便Il-18E（機体記号: CCCP-75408）で巡航中に電気系統の異常が発生[41]。雲中を飛行していたため、乗務員は姿勢や方向を把握できずに混乱し、やがて制御不能となった機体は墜落した[41]。この事故で乗っていた111人全員が死亡した[41]。
- 1976年6月1日、アンゴラの首都ルアンダからモスクワへ向かうアエロフロート418便Tu-154A（機体記号: CCCP-85102）が経由地のマラボ国際空港を離陸直後、マラボのあるビオコ島南端の山岳部に衝突[42]。乗員乗客45人全員が死亡した[42]。
- 1976年9月9日、ホメリ発ソチ行きのアエロフロート7957便（アントノフ An-24RV、CCCP-46518）とロストフ・ナ・ドヌ発ケルチ行きのアエロフロート30便（ヤコヴレフ Yak-40、CCCP-87772）がクラスノダール地方アナパ付近の黒海上空で空中衝突し、両機の乗員乗客70人が死亡した。
- 1976年11月28日、モスクワからレニングラードに向かっていたアエロフロートのTu-104B（機体記号: CCCP-42471）の計器が巡航中に故障し、乗員が誤ってバンク角を限界まで引き上げてしまい墜落[43]。乗員乗客72人全員が死亡[43]。
- 1977年1月13日、ノボシビルスク発アルマ・アタ行きのアエロフロートTu-104A（機体記号: CCCP-42369）がアルマ・アタ空港への着陸間際、第1エンジンで火災が発生し、やがて火の手が燃料タンクに達して爆発し墜落[44]。乗員乗客96人全員が死亡した[44]。
- 1977年5月27日、アエロフロートのIl-62M（機体記号: CCCP-86614）が、キューバ・ハバナへの着陸進入中に送電線に接触して墜落[45]。乗員乗客70人のうち68人と地上の1人の合わせて69人が死亡した[45]。
- 1979年8月11日、アエロフロート7628便[46]Tu-134A（機体記号: CCCP-65816）とアエロフロート7880便Tu-134AK（機体記号: CCCP-65735）がウクライナ上空で管制ミスにより空中衝突、双方の乗員乗客178人全員が死亡した[47][48]。同一航空会社、同一形式の中型旅客機による空中衝突は前代未聞の惨事となった。
- 1979年8月29日、オデッサ発キエフ経由カザン行きのアエロフロートTu-124V（機体記号: CCCP-45038）が、キエフからカザンへの巡航中、意図しないフラップの展開によって機体の制御が不能となり、きりもみ状態となって高度3000メートルで空中分解した[49]。機体はタンボフ州キルサノフ（英語版）付近に落下し、乗員乗客63人全員が死亡した[49]。

## 1980年代
- 1980年7月8日、アルマ・アタ空港を離陸直後のアエロフロート4225便Tu-154B-2（機体記号: CCCP-85355）が、上昇中高温域を通過したときに対気速度が低下して失速、アルマ・アタ郊外の小麦畑に墜落した[50]。乗員乗客166人全員が死亡した[50]。
- 1981年11月16日、クラスノヤルスク発ノリリスク行きのアエロフロートTu-154B-2（機体記号: CCCP-85480）が、ノリリスク空港へのアプローチ中に機体を下げすぎたため、滑走路の約470メートル手前で接地し、300メートルほど滑走したのち停止した[51]。この事故で乗員乗客167人中99人が死亡した[51]。
- 1982年6月28日、レニングラードからキエフに向かっていたアエロフロート8641便Yak-42（機体記号: CCCP-42529）が、水平安定板を動かすスクリュージャッキの金属疲労によって制御不能に陥り、マズィル近郊に墜落した[52]。乗員乗客132人全員が死亡した[52]。
- 1982年7月6日、モスクワからシエラレオネのフリータウンに向けて出発したアエロフロート411便Il-62M（機体記号: CCCP-86513）が、シェレメーチエヴォ国際空港を離陸直後に2つのエンジンの火災を知らせる警報が表示されたため、エンジンの停止および消火装置を作動させた上、同空港に引き返そうとしたものの、旋回の際に高度を維持できずに墜落した[53]。乗員乗客90人全員が死亡した[53]。なお、エンジンの火災警報は両方とも誤報だった[53]。
- 1983年8月30日、カザン発アルマ・アタ行きのアエロフロート定期便Tu-134A（機体記号: CCCP-65129）が目的地付近の山の斜面に墜落し、乗員乗客90人全員が死亡した[54]。直前に対地接近警報装置が20秒以上鳴っていたにもかかわらず、上昇するなどの対応をしなかったため事故に至った[54]。
- 1984年10月11日、アエロフロート3352便Tu-154B-1（機体記号: CCCP-85243）が、オムスク空港への着陸の際に滑走路上の作業車と衝突し炎上した[55]。乗員乗客179人中174人と作業車の中にいた4人が死亡した[55]。
- 1984年12月23日、クラスノヤルスクからイルクーツクへ向かう予定のアエロフロート3519便Tu-154B-2（機体記号: CCCP-85338）で離陸直後に3つのエンジンすべてでトラブルが発生した[56]。乗員は緊急事態を宣言しクラスノヤルスク空港への緊急着陸を試みたがこれに失敗し、乗客1人が救助されたものの乗員乗客110人が死亡した[56]。
- 1985年5月3日、アエロフロートのTu-134A（機体記号: CCCP-65856）とソ連空軍のAn-26輸送機が管制ミスによりゾーロチウ近郊で空中衝突し双方とも墜落、両機の乗員乗客94人全員が死亡した[57][58]。
- 1985年7月10日、カルシ発ウファ経由レニングラード行きのアエロフロート7425便Tu-154B-2（機体記号: CCCP-85311）が、高高度を低速で巡航したために失速し、フラットスピンに陥ってウチュクドゥク付近に墜落した[59]。乗員乗客200人全員が死亡した[59]。
- 1986年7月2日、スィクティフカル発モスクワ行きのアエロフロートTu-134AK（機体記号: 	CCCP-65120）が離陸して12分後、乗員が後部貨物室での発煙に気づき、スィクティフカル空港へ戻ることにしたものの、すでにスィクティフカルから140キロメートル離れていた[60]。コックピットにも煙が流れてきたため、操縦士は不時着を決意したものの視界が悪く、最終的にスィクティフカルから80キロメートル離れた森林地帯に墜落した[60]。乗員乗客94人中54人が死亡したが、ほとんどの乗客の死因は火災によるものだった[60]。
- 1986年10月20日、スヴェルドロフスクからクイビシェフに向かっていたアエロフロート6502便Tu-134A（機体記号: CCCP-65766）がクイビシェフ空港への着陸の際、有視界飛行方式で許可されていたにもかかわらず計器飛行の訓練を理由に機長席側のブラインドを閉じて着陸を開始した[61]。着陸の直前にブラインドは開かれたが時すでに遅く、結果的にハードランディングとなり、左主翼が大破してそこから漏れた燃料に引火し機体は炎上した[61]。乗員乗客94人中70人が死亡した[61]。
- 1986年12月12日、ミンスクから東ドイツのベルリンへ向かったアエロフロート892便Tu-134A（機体記号: CCCP-65795）がベルリン・シェーネフェルト空港近くの森林に墜落[62]。乗員乗客82人のうち72人が死亡した[62]。

## 1990年代
- 1991年11月7日、エリスタ発マハチカラ行きのアエロフロート519便Yak-40（機体記号: CCCP-87526）がマハチカラ空港への降下の際、視界の悪い中山岳地帯へと迷い込んで墜落、乗員乗客51人全員が死亡した[63]。なお、Yak-40の乗客数は最大で32人であり、事故機には定員以上の乗客が搭乗していたことが分かっている[63]。
- 1992年8月27日、ウクライナのドネツィクからロシアのイヴァノヴォに向かっていたアエロフロート2808便Tu-134A（機体記号: CCCP-65058）が、イヴァノヴォ・ユージュニ空港（英語版）への着陸進入中に機長の不適切な操縦により空港手前に墜落[64]。乗員乗客84人の全員が死亡した[64]。
- 1994年3月8日、インディラ・ガンディー国際空港で駐機中だったアエロフロートのIl-86（機体記号: RA-86119）が、訓練飛行中に墜落したサハラ航空のボーイング737-2R4Cに巻き込まれて両機とも炎上[65][66]。アエロフロート機に搭乗していた4人と機外にいた1人が死亡、またサハラ・インド航空側に搭乗していた4人についても全員が死亡した[65][66]。

- 1994年3月23日、モスクワから香港へ向かっていたアエロフロート593便エアバスA310-304（機体記号: F-OGQS）が、機長自らの子供に操縦桿を操作させたことにより自動操縦が解除され、メジュドゥレチェンスク付近に墜落[67]。乗員乗客75人全員が死亡した[67]。

## 2000年以降
- 2008年9月14日、モスクワからペルミに向かったアエロフロート[注 2]821便ボーイング737-505（機体記号: VP-BKO）が、ペルミ国際空港の約12キロメートル手前に墜落し、乗員乗客88人全員が死亡した[68]。事故原因は上空待機中にパイロットが空間識失調に陥り、機体を左に傾けすぎた結果急降下して墜落したとされた[68]。
- 2019年5月5日、モスクワ・シェレメーチエヴォ国際空港からムルマンスクに向かっていたアエロフロート1492便（スホーイ・スーパージェット100）が離陸直後にトラブルが発生し、シェレメーチエヴォ国際空港へ引き返した。緊急着陸時に機体後部の燃料に引火し、機体は炎上した。現在までに少なくとも子供を含む41人の死亡が確認されている。事故原因は現在調査中であるが、落雷によるものとみられている。